# Športnik
Športnik oziroma športnica je oseba, ki se ukvarja z športom.

## Kategorija športnikov
- rekreativni športnik
- polprofesionalni športnik
- profesionalni športnik

## Zvrsti športnikov
- Moštveni športi
košarkar
nogometaš
kolesar
hokejist
rokometaš
odbojkar
vaterpolist

- Individualni športi
atlet
plavalec
maratonec
judoist
karateist
rokoborec
boksar

- Alternativni športi
rolkar